# Babelsberg
Babelsberg er den største bydel i Potsdam. Den forholdsvis velhavende bydel er opkaldt efter en mindre bakke ved floden Havel og er primært kendt for Schloss Babelsberg og slottets park, der er optaget på UNESCOs Verdensarvsliste. Bydelen er også kendt for sine filmstudier, der blev bygget i 1911.

## Filmstudierne
Babelsberg huser filmstudiet Studio Babelsberg. Filmstudierne blev grundlagt i 1911 som Der Medienstadt (Mediebyen) af produktionsselskabet Deutsche Bioscope. Studierne var på daværende tidspunkt verdens største. Deutsche Bioscope blev siden gennem opkøb og fusioner til UFA, og filmstudierne i Babelsberg blev centrum for Tysklands filmindustri. Her fik blandt andre Marlene Dietrich succes, og den danske stumfilmstjerne Asta Nielsen ("Die Asta") fik sit tyske gennembrud under Den tyske filmguldalder.
Efter nazisternes magtovertagelse blev filmstudierne styret af NSDAP og brugt som et redskab i Joseph Goebbels propaganda.
Efter 2. verdenskrig overtog det østtyske filmselskab DEFA studierne og genoptog produktionen af spillefilm.
Efter Tysklands genforening er Babelsberg blevet et mediecentrum og er sæde for Ostdeutscher Rundfunk Brandenburg (ORB) og Universum Film AG, UFA. Babelsberg huser også film- og tv-skolen Hochschule für Film und Fernsehen Konrad Wolf.
Filmparken er offentligt tilgængelig.